# Calicium tricolor
Calicium tricolor är en lavart som beskrevs av F. Wilson 1889. Calicium tricolor ingår i släktet Calicium och familjen Caliciaceae.   Inga underarter finns listade i Catalogue of Life.